# Stéphane Delaprée
 (septembre 2018).
 (décembre 2008).
Stéphane Delaprée (dit Stef), né à Paris le 26 octobre 1956, est un artiste plasticien français.

## Biographie

### Bande dessinée
Dans les années 1970 et 1980, Stef commence sa carrière artistique en tant qu'illustrateur de bandes dessinées. Il est présent essentiellement au Québec où il participe au magazine montréalais Cocktail et fonde en 1986 à Québec le magazine québécois Bambou, initié au départ en 1985 sous le nom Cactus, , mais il publie aussi en Belgique dans le journal Tintin et en France dans Fripounet.

### Peinture contemporaine
En 1992, au Costa Rica, Stef se lance dans la peinture. Ses toiles très colorées représentent des sujets poétiques avec des motifs purs et arrondis. Il crée son propre courant de peinture, le Happy Painting. En 1993, Stef part rejoindre ses 2 frères au Cambodge. Les sujets de ses peintures évoluent vers des représentations de la vie qu’il perçoit au Cambodge. Le Happy Painting a influencé nombre d’artistes cambodgiens. Dans une lettre personnelle, SAR Norodom Sihanouk, Roi du Cambodge, a tenu a remercier Stef, pour sa précieuse contribution à l’Art Contemporain au Cambodge[réf. nécessaire]. En 2008, Stef réalise pour le nouvel aéroport International de Sihanoukville une fresque murale de 15 mètres. En 2008, il représente le Cambodge au deuxième Salon d'Art Contemporain en Malaisie. 

## Galeries
- HPG Foreign Correspondent Club, Phnom Penh
- HPG Domestic Airport, Phnom Penh
- HPG Old Market Square, Siem Reap
- HPG Angkor Century Hotel, Siem Reap
- HPG Foreign Correspondent Club, Siem Reap

Depuis 2021, l'artiste habite maintenant la moitié de l'année en France, dans le Var, et l'autre moitié au Cambodge.